# سانتا باربارا (فیلم)
«سانتا باربارا» (انگلیسی: Santa Barbara (film)) یک فیلم است که در سال ۲۰۱۴ منتشر شد.